# 1860'erne
Århundreder: 18. århundrede – 19. århundrede – 20. århundrede
Årtier: 1810'erne 1820'erne 1830'erne 1840'erne 1850'erne – 1860'erne – 1870'erne 1880'erne 1890'erne 1900'erne 1910'erne
År: 1860 1861 1862 1863 1864 1865 1866 1867 1868 1869

## Begivenheder
- New Zealand gribes af guldfeber.
- Den amerikanske borgerkrig udspilles mellem nordstaterne og sydstaterne.
- 2. Slesvigske Krig udspilles mellem Preussen-Østrig og Danmark.
- Landevejsbyggeriet i Danmark indstilles gradvist – med fremkomsten af jernbane skønnes landeveje umoderne og ikke så påkrævede. Vejbyggeri genoptages ca 50 år efter ved fremkomsten af biler. Enkelte veje bliver dog lagt i mellemtiden, som for eksempel landevejen mellem Nyborg og Svendborg.
- Indfaldsveje til byer og fra stationer til opland udbygges.
- I dette årti blev panserskibe enerådende på de store have.

## Personer
- Abraham Lincoln